# Abrittus
Abrittus a fost un oraș în Moesia inferioară, întemeiat în sec. I d.Hr. de romani. Aici, în 251, armatele romane conduse de Decius au suferit o grea înfrângere din partea goților, conduși de Cniva. A fost distrus de avari și slavi în sec. 6. Astăzi se numește Razgrad și face parte din Bulgaria.